# Райнмут, Карл Вильгельм
Карл Вильге́льм Ра́йнмут (нем. Karl Wilhelm Reinmuth, 4 апреля 1892 года, Гейдельберг — 6 мая 1979 года) — немецкий астроном. Открыл 395 астероидов, 2 кометы. В его честь назван астероид (1111) Рейнмутия, открытый им в 1927 году.
Астероид (909) Улла, открытый в 1919 году, Карл Райнмут назвал в честь Урсулы Аренс, дочери друзей учёного, которые оказывали материальную помощь обсерватории Кёнигштуль, где он работал. В честь этой семьи назван также астероид (950) Аренса, открытый в 1921 году.
Астероид (954) Ли и (955) Альстеда, открытые в 1921 году, астроном назвал в честь своей жены Лины Альстеды Райнмут, а астероид (956) Элиза, открытый в том же году, назвал в честь своей матери. Астероид (979) Ильсева назван в честь Ильзы Вальдорф, знакомой Райнмута. Астероид (1297) Кадея назван в честь родственников со стороны жены брата Карла Рейнмута, профессора Э.Рейнмута.